# 成吉思汗饭店

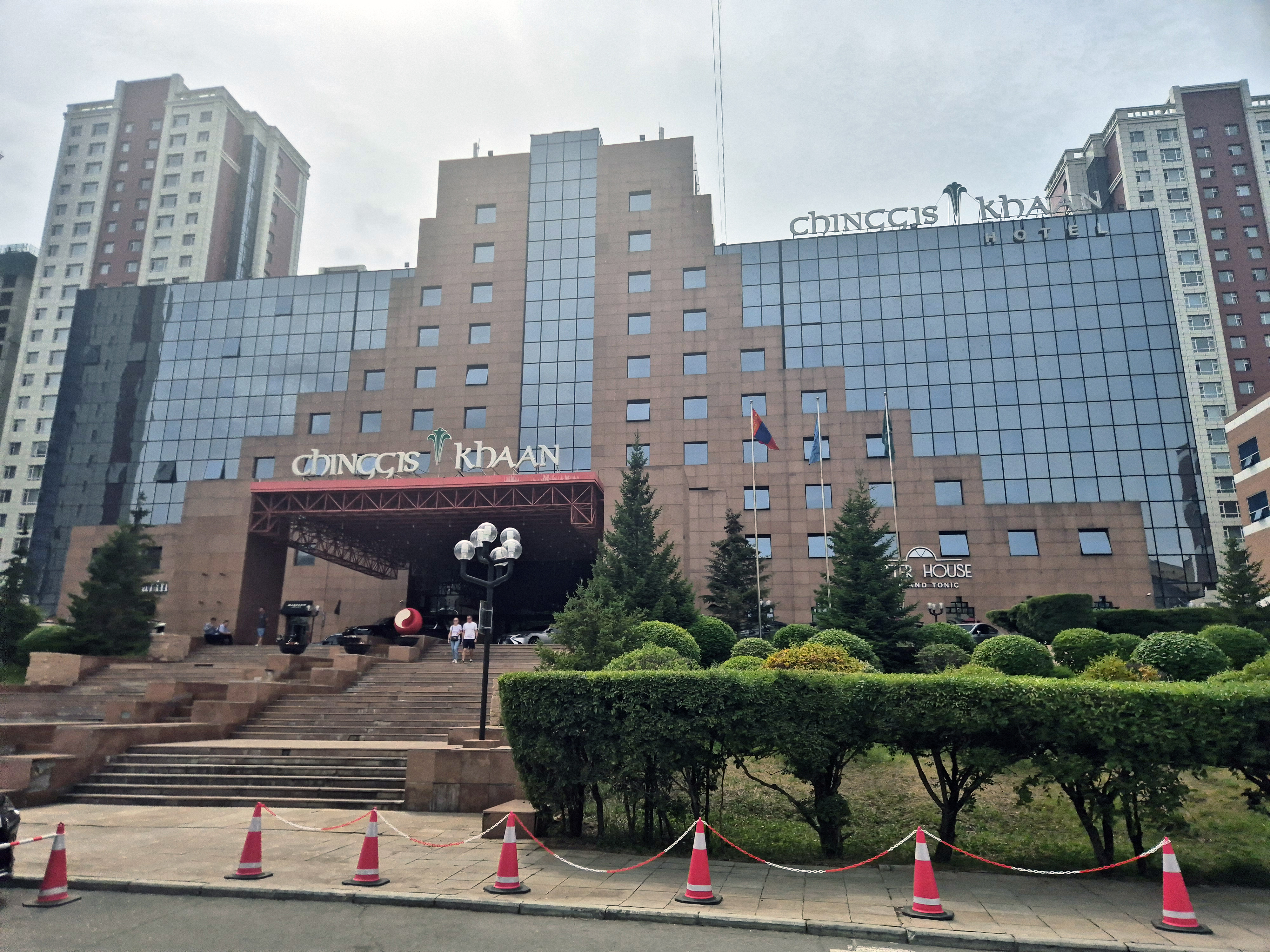
成吉思汗饭店

成吉思汗饭店是位于蒙古国首都乌兰巴托的一家饭店。

## 简介
成吉思汗饭店位于乌兰巴托市苏赫巴托尔区内，是乌兰巴托的主要饭店之一。该饭店提供餐饮及客房服务，并可举办各类会议。